# Округ Ухерско Храдиште
Округ Ухерско Храдиште (чеш. Okres Uherské Hradiště) је округ у Злинском крају, у Чешкој Републици. Административно средиште округа је град Ухерско Храдиште.

## Становништво
Према подацима о броју становника из 2012. године округ је имао 143.814 становника.